# Ceporan
Ceporan is een bestuurslaag in het regentschap Klaten van de provincie Midden-Java, Indonesië. Ceporan telt 2730 inwoners (volkstelling 2010).